# Klanac (Gospić)
Klanac is een plaats in de gemeente Gospić in de Kroatische provincie Lika-Senj. De plaats telt 156 inwoners (2001).